# Louis-François Trouard
Louis-François Trouard est un architecte français né en 1728 à Paris et mort en 1804 .

## Biographie
Il est le fils de Louis Trouard et de Marie Elisabeth Leprince. Son père, mort le 10 octobre 1763, était marbrier. Il était considéré comme un des plus habiles artisans de son temps et fit en conséquence fortune.
Louis-François Trouard suit les cours de Louis-Adam Loriot à l'Académie royale d'architecture. Lauréat du grand prix de l'académie (ancêtre du Prix de Rome) en 1753, il séjourne à l'Académie de France à Rome entre 1754 et 1757. 
À son retour à Paris, il construit pour son père la maison du 9 rue du Faubourg-Poissonnière. On peut y voir une frise de grecques rappelant celles qu'a réalisées Pierre-Louis Moreau-Desproux, qui a été son condisciple à Rome. Il a construit une autre maison pour son père en 1761 au 1 rue du Faubourg-Poissonnière (cette maison a été détruite). En 1762 il construisit le château de Carlepont (Oise), résidence de l'évêque de Noyon . En 1778 il construisit pour lui-même une maison avec jardin à l'anglaise au 8, rue de Provence (détruite).
Grâce à la protection de Monseigneur de Jarente, il a été architecte des Économats royaux qui étaient chargés de l'entretien et de la construction d'édifices religieux avec les fonds provenant principalement des abbayes vacantes et ceux saisis sur les protestants fugitifs. Il termine la décoration de Saint-Louis de Versailles et, en 1764, construit la chapelle des catéchismes.
Il entreprend ensuite l'église Saint-Symphorien de 1767 à 1771 qui est la troisième paroisse de Versailles. Il y adopta le plan basilical.
En 1765, il succèda à Jacques V Gabriel sur le chantier de la cathédrale d'Orléans dont il dessina le portail.
En 1769  il devint contrôleur des Dehors du château de Versailles et fut logé à l'hôtel de Seignelay. Il assuma officieusement les fonctions de voyer de la ville. Il construisit sur la place d'Armes en 1771, devant le château, une petite caserne à l'aspect de tentes, la caserne des Gardes-françaises, détruite au début du XIXe siècle.
Il construisit avec son beau-père Rondel, entrepreneur, un passage commercial à Paris, le passage du Saumont comprenant cinquante et une boutiques. Ce passage était situé sur l'emplacement de la rue Bachaumont.
Il entra à l'Académie royale d'architecture en 1769. Il eut comme élève son propre fils, Louis Alexandre Trouard, qui reçut le grand prix en 1780. L'architecte Claude-Nicolas Ledoux travailla à ses débuts dans son étude. Il hébergea chez lui de 1769 à 1786 l'architecte Pierre-Adrien Pâris. 
En 1770, Choiseul subit une disgrâce qui entraîne, en 1771, celle de Monseigneur de Jarente. 
La construction du portail de la cathédrale d'Orléans dans le style gothique entraina un surcroit imprévu des dépenses. Accusé de participer aux bénéfices des entrepreneurs, Trouard fut révoqué par arrêt du roi en son conseil . Il fut remplacé par Étienne-François Le Grand, protégé par le nouveau directeur général des Économats royaux Claude Henry Feydeau de Marville, qui lui succèda sur le chantier d'Orléans en 1774. 
Trouard fut la cible d'intrigues à Versailles où il affronta une cabale menée en sous-main par le Premier architecte du roi, Richard Mique . À la suite de la réorganisation de l'administration des Bâtiments, en septembre 1776, il fut nommé contrôleur ambulant à Paris; il dut alors quitter Versailles et retourner à Paris.
Le roi Louis XVI ayant admis sur la foi du rapport de deux experts, l'un des Bâtiments, l'autre des Ponts et Chaussées que les accusations contre Trouard étaient calomnieuses, proposa de nommer Pâris, ami de Trouard, pour succéder à Le Grand sur le chantier de la cathédrale d'Orléans, en 1787.
Louis-François Trouard est l'aïeul de l'acteur américain Jim Parsons, connu pour son rôle dans la série "The Big Bang Theory".

## Principales réalisations
- Maison Trouard construite, en 1758, pour son père dans le quartier Poissonnière, au 9 rue du Faubourg-Poissonnière, 9e arrondissement. Cette maison est un rare exemple du style grec subsistant annonçant l'architecture néoclassique.
- Chapelle de la Providence (dite communément des Catéchismes en raison de son usage actuel) sur le flanc est de la cathédrale Saint-Louis à Versailles (1764)
- Achèvement (tours et façade occidentale) de la Cathédrale Sainte-Croix d'Orléans (1765-1773)
- Église Saint-Symphorien à Versailles (1764-1771) : église de style néo-classique, sur plan basilical, avec une façade inspirée de Palladio.
- La caserne des Gardes-Françaises en 1771 sur la place d'Armes à Versailles.
- Hôtel d'Aumont, 10 place de la Concorde, à l'angle de la rue Boissy-d'Anglas (1775), abrite aujourd'hui l'hôtel de Crillon
- Chapelle et vestibule du château de Meung-sur-Loire (attribution)